# Доспінешть (Бакеу)
Доспінешть, Доспінешті (рум. Dospinești) — село у повіті Бакеу в Румунії. Входить до складу комуни Бухоч.
Село розташоване на відстані 249 км на північ від Бухареста, 4 км на північний схід від Бакеу, 78 км на південний захід від Ясс, 148 км на північний схід від Брашова.

## Населення
За даними перепису населення 2002 року у селі проживали 179 осіб, усі — румуни. Усі жителі села рідною мовою назвали румунську.